# Pione Sisto
Pione Sisto Ifolo Emirmija, född 5 februari 1995 i Kampala, Uganda av sydsudanesiska föräldrar, är en dansk fotboll. Den 1 augusti 2024 värvades Pione Sisto av grekiska Aris, där han skrev på ett tvåårskontrakt. 